# Ustawa o systemie oświaty
Ustawa z dnia 7 września 1991 r. o systemie oświaty – polska ustawa, uchwalona przez Sejm, regulująca kwestie prawne związane z systemem oświaty. Od 1 września 2017 roku większą część tej materii prawnej zawartej wcześniej w tej ustawie normuje ustawa z dnia 14 grudnia 2016 roku – Prawo oświatowe oraz od 1 stycznia 2018 roku m.in. w kwestii finansowania szkół normuje ustawa z dnia 27 października 2017 r. o finansowaniu zadań oświatowych.

## Zakres regulacji

### Obecny zakres regulacji
Od 1 stycznia 2018 r. ustawa ta reguluje: 
- system egzaminów zewnętrznych,
- pomoc materialną dla uczniów (częściowo, obok ustawy z dnia 27 października 2017 r. o finansowaniu zadań oświatowych[2]),
- zasady oceniania, klasyfikowania i promowania uczniów w szkołach publicznych.

### Od 1 września 2017 r. do 1 stycznia 2018 r.
Od 1 września 2017 r. do 1 stycznia 2018 r. ustawa ta regulowała:
- system egzaminów zewnętrznych,
- pomoc materialną dla uczniów (część regulacji obowiązywała do 1 stycznia 2018 roku, po tej dacie niektóre kwestie reguluje ustawa z dnia 27 października 2017 r. o finansowaniu zadań oświatowych[2]),
- zasady oceniania, klasyfikowania i promowania uczniów w szkołach publicznych
- zasady finansowania szkół i placówek publicznych (regulacje obowiązywały do 1 stycznia 2018 roku, po tej dacie kwestie reguluje ustawa z dnia 27 października 2017 r. o finansowaniu zadań oświatowych[2]).

### Zakres regulacji przed 1 września 2017 r.
Do 31 sierpnia 2017 r. włącznie ustawa ta określała:
- rodzaje szkół i przedszkoli istniejących w Polsce
- zasady działania Centralnej Komisji Egzaminacyjnej, okręgowych komisji egzaminacyjnych, kuratora oświaty (a także kuratorium oświaty jako jednostki pomocniczej dla kuratora)
- zasady pomocy stypendialnej dla uczniów
- zasady spełniania obowiązku przygotowania przedszkolnego, obowiązku szkolnego i obowiązku nauki
- zasady oceniania, klasyfikowania i promowania uczniów w szkołach publicznych
- zasady przeprowadzania egzaminu gimnazjalnego i egzaminu maturalnego oraz egzaminu potwierdzającego kwalifikacje w zawodzie
- wykaz i zakres kompetencji dyrektorów szkół i placówek, rad pedagogicznych oraz społecznych organów w systemie oświaty (rad rodziców, Krajowej Rady Oświatowej i wojewódzkich rad oświatowych oraz samorządów uczniowskich)
- zasady finansowania oświaty
- zasady działania prywatnych placówek oświatowych.

Ustawa do 25 stycznia 2017 r. włącznie określała zasady rekrutacji do przedszkoli i szkół. Po upływie tego dnia zasady te określa ustawa Prawo oświatowe.

## Nowelizacje i wyroki TK
Ustawę tę znowelizowano wielokrotnie. Ostatnia zmiana weszła w życie w 2025 roku. Jak dotąd zostało wydanych 12 tekstów jednolitych (w 1996, 2004, 2015, 2016, 2017, 2018, 2019, 2020, 2021, 2022 i 2024 oraz w 2025).
Ustawa też była sześciokrotnie uznawana przez Trybunał Konstytucyjny częściowo za niezgodną z Konstytucją. Wyrok Trybunału Konstytucyjnego z dnia 24 września 2013 r. sygn. akt K 35/12 (Dz.U. z 2013 r. poz. 1191), uchylający niektóre przepisy ustawy dotyczące klasyfikowania i oceniania wykonała ustawa z dnia 20 lutego 2015 r. o zmianie ustawy o systemie oświaty oraz niektórych innych ustaw (Dz.U. z 2015 r. poz. 357). Wyrok Trybunału Konstytucyjnego z dnia 8 stycznia 2013 r. sygn. akt K 38/12 (Dz.U. z 2013 r. poz. 87), odnoszący się do rekrutacji do przedszkoli i szkół wykonała ustawa z dnia 6 grudnia 2013 r. o zmianie ustawy o systemie oświaty oraz niektórych innych ustaw (Dz.U. z 2014 r. poz. 7). 1 stycznia 1999 roku weszła w życie ustawa z dnia 25 lipca 1998 r. o zmianie ustawy o systemie oświaty, która wprowadzała reformę systemu oświaty z 1999 roku zmieniającą wtedy strukturę systemu szkolnictwa z dwustopniowego w trzystopniowy. 1 września 2017 r. ustawa z dnia 14 grudnia 2016 roku – Prawo oświatowe wprowadzającą reformę systemu oświaty z 2017 roku i uchyliła większość przepisów ustawy o systemie oświaty z wyjątkiem tych dotyczących systemu egzaminów zewnętrznych, pomocy materialnej dla uczniów, zasad oceniania, klasyfikowania i promowania uczniów w szkołach publicznych i zasad finansowania szkół i placówek publicznych, natomiast ustawa z dnia 27 października 2017 r. o finansowaniu zadań oświatowych uchyliła przepisy ustawy o systemie oświaty dotyczące zasad finansowania szkół i placówek publicznych i część regulacji dotyczących pomocy materialnej dla uczniów.